# Panneau de particules liées au ciment
Un panneau de particules liées au ciment est un panneau de particules dont le liant est le ciment, un liant inorganique.  

## Propriétés
L'utilisation du ciment comme liant procure aux panneaux de particules liées au ciment les propriétés suivantes :
- grande dureté ;
- masse volumique élevée : aux alentours de 1,25 kg/dm3 ;
- grande résistance aux insectes, aux feux (matériaux inflammables) et aux intempéries ;
- très faible absorption d'eau ;
- grande stabilité dimensionnelle ;
- difficulté à clouer, visser, assembler...

## Applications
Les panneaux de particules liées au ciment sont utilisés surtout comme isolant acoustique. 